# Dales (Californie)
Dales est une census-designated place du comté de Tehama, dans l'État de Californie, aux États-Unis. En 2020, elle compte une population de 28 habitants.